# Glory of Love
Glory of Love is een nummer van de Amerikaanse zanger Peter Cetera uit 1986. Het is de eerste single van zijn tweede soloalbum Solitude/Solitaire. Tevens staat het nummer op de soundtrack van de film The Karate Kid Part II.
Kort na zijn vertrek uit de band Chicago in 1985, nam Cetera "Glory of Love" op. Het was de eerste hit die hij na zijn vertrek uit de band scoorde. Aanvankelijk schreef Cetera het nummer voor de film Rocky IV, maar later werd besloten om het op de soundtrack van The Karate Kid Part II te zetten.
Het vrolijke liefdesnummer werd in diverse landen een hit. In de Amerikaanse Billboard Hot 100 wist het de nummer 1-positie te behalen. In de Nederlandse Top 40 haalde het een bescheiden 21e positie, en in de Vlaamse Radio 2 Top 30 haalde het nummer 19.